# Pistoiese Football Club
Maillots
Le Pistoiese Football Club, plus couramment abrégé en FC Pistoiese, est un club italien de football, fondé en 1921 et basé à Pistoia dans la province de Pistoia, en Toscane. 
Lors de la saison 2024-2015, le club évolue en Serie D (D4).

## Histoire

### Historique du club
- 1921 - fondation du club sous le nom de US Pistoiese
- 1981 - seule participation en Serie A
- 2021 - participe à la Série C

## Palmarès
- 2013/2014 - Série D (groupe E)

## Personnalités du club

### Présidents
| - Ciro Papini (1921 - 1924) - Francesco Tuci (1924 - 1925) - Francesco Vallecorsi (1925 - 1926) - Pindaro Polandri (1926 - 1927) - Arturo Chiti (1927 - 1928) - Guido Monciatti (1928 - 1929) - Console Pirelli (1929 - 1930) - Franco Cottini (1930 - 1931) - Roberto Guazzini (1931 - 1932) - Pindaro Palandri (1932 - 1933) - Armando Barlesi / Gamucci Cancellieri (1933 - 1934) - Agostino Chiti (1934 - 1936) - Roberto Guazzini / Mario Pasqualucci (1936 - 1937) - Armando Mariotti (1937 - 1938) | - Mario Nesi (1938 - 1940) - Elio Civinini (1945 - 1947) - Piero Sala (1947 - 1948) - Elio Civinini (1948 - 1949) - Giorgio Braccesi (1949 - 1950) - Tommaso Morandi / Raffaello Niccolai (1950 - 1951) - Francesco Bartoletti (1951 - 1952) - Torquato Bonacchi (1952 - 1955) - Vannino Vannucci (1955 - 1957) - Palmiro Foresi (1957 - 1958) - Raffaello Niccolai (1958 - 1960) - Valtiero Filippi (1960 - 1961) - Valtiero Filippi / Silvano Gestri (1961 - 1962) - Giovan Carlo Iozzelli / Tiziano Palandri / Giorgio Gori (1962 - 1963) | - Tiziano Palandri / Osvaldo Tuci (1963 - 1964) - Osvaldo Tuci / Osvaldo Gori (1964 - 1965) - Oriano Ducceschi (1965 - 1972) - Oriano Ducceschi / Ezio Gotti (1972 - 1973) - Fabio Giovannelli (1973 - 1974) - Marcello Melani (1974 - 1984) - Roberto Dromedari (1984 - 1988) - Mario Frustalupi (1988 - 1989) - Roberto Maltinti (1989 - 1997) - Luciano Bozzi (1997 - 2003) - Anselmo Fagni (2003 - 2005) - Maurizio Fagni (2005 - 2007) - Massimiliano Braccialini (2007 - 2009) - Fabio Fondatori (2009 - 2010) - Orazio Ferrari (2010 -) |

### Entraîneurs
| - Dezső Kőszegy (1921 - 1924) - Géra Ederly (1925 - 1926) - György Kőszegy (1926 - 1927) - Géra Ederly (1927 - 1928) - Emerich Hermann (1928 - 1929) - Árpád Hajós (1929 - 1930) - János Nehadoma (1930 - 1932) - Dezső Kőszegy (1932 - 1933) - Pál Szalay (1933 - 1934) - István Mészáros (1934 - 1935) - Leonardo Mione (1935) - Dezső Kőszegy (1936) - József Zilisy (1936 - 1937) - Elio Civinini (1937 - 1939) - Elio Civinini / Aldo Baldi (1939 - 1940) - Renato Nigiotti (1945 - 1946) - Árpád Hajós (1946 - 1947) - Ottorino Dugini (1947 - 1948) - Remo Galli (1948) - Giovanni Vecchina (1949 - 1950) - Egidio Turchi (1950 - 1951) - Aldo Querci (1951) - Silvano Manzini (1951 - 1952) - Natale Faccenda (1952) - Bruno Cappellini (1952 - 1954) - Ferrero Alberti (1955 - 1956) - Leonardo Costagliola (1956) - Marino Bergamasco (1956) - Aldo Olivieri (1956 - 1957) - Alberto Tuci (1957) - Giuliano Tagliasacchi (1957 - 1959) - Aredio Gimona (1959 - 1960) - Giuliano Tagliasacchi (1960 - 1961) - Italo Acconcia (1961 - 1962) - Ardico Magnini (1962) - Aredio Gimona (1962 - 1963) - Ardico Magnini (1963) - Eliseo Lodi (1963) - Giuseppe Baldini (1963 - 1964) - Ronaldo Lomi (1964) | - Ardico Magnini (1964 - 1965) - Mario Mori (1965) - Natale Faccenda (1965) - Edmondo Bonansea (1966) - Mauro Mari (1966 - 1967) - Giuliano Tagliasacchi (1968) - Ugo Pozzan (1968 - 1970) - Angelo Becchetti (1970) - Ugo Pozzan (1970) - Ronaldo Lomi (1970) - Quinto Bertoloni (1970 - 1971) - Mario Caciagli (1971) - Lorenzo Vellutini (1971) - Gino Giaroli (1971 - 1972) - Renzo Melani (1972) - Bruno Bolchi (1972 - 1973) - Bruno Cappellini (1973 - 1974) - Ettore Mannucci (1974) - Tito Bini (1974) - Dino Ballacci (1974 - 1976) - Bruno Bolchi (1976 - 1978) - Enzo Riccomini (1978 - 1980) - Lido Vieri (1980) - Lido Vieri / Edmondo Fabbri (1980 - 1981) - Lauro Toneatto (1981 - 1982) - Enzo Riccomini (1982 - 1984) - Antonio Gianmarinaro (1984 - 1985) - Mario Caciagli (1985) - Nello Santin (1985 - 1986) - Natalino Fossati (1986 - 1987) - Marcello Lippi (1987 - 1988) - Rolando Lomi (1988) - Carmelo Palilla (1989) - Gian Piero Ventura (1989 - 1992) - Gianfranco Bellotto (1992 - 1993) - Roberto Clagluna (1993 - 1996) - Giampiero Vitali (1996) - Enrico Catuzzi (1996) - Gianfranco Casarsa (1996) | - Carmelo Bagnato (1996 - 1997) - Enrico Catuzzi (1997) - Patrizio Sala (1997 - 1998) - Andrea Agostinelli (1998 - 2000) - Giuseppe Pillon (2000) - Domenico Caso (2000 - 2001) - Walter Nicoletti (2001) - Paolo Stringara (2001 - 2002) - Walter Nicoletti (2002) - Walter Mazzarri (2002 - 2003) - Massimo Ficcadenti (2003 - 2004) - Bruno Tedino (2004 - 2005) - Stefano Di Chiara (2005 - 2006) - Bruno Tedino (2006 - 2007) - Francesco D'Arrigo (2007) - Andrea Bellini (2007) - Mario Ansaldi (2007 - 2008) - Corrado Benedetti (2008) - Roberto Miggiano (2008) - Salvatore Polverino (2008 - 2009) - Moreno Torricelli (2009) - Oliviero Di Stefano (2009 - 2010) - Brunero Bianconi (2010) - Riccardo Agostiniani (2010 - 2011) - Alessandro Birindelli (2011) - Paolo Indiani (2011 - 2012) - Leonardo Gabbanini (2012 - 2013) - Massimo Morgia (2013 - 2014) - Cristiano Lucarelli (2014 - 2015) - Stefano Sottili (2015) - Massimiliano Alvini (2015 - 2016) - Valerio Bertotto (2016) - Gian Marco Remondina (2016 - 2017) - Gianluca Atzori (2017) - Paolo Indiani (2017 - 2018) - Antonino Asta (2018 - 2019) - Giuseppe Pancaro (2019 - 2020) - Nicolò Frustalupi (2020) - Giancarlo Riolfo (2020 - 2021) - Stefano Sottili (2021) - David Sassarini (2021) - Giovanni Lopez (2021 - 2022) - Marco Alessandrini (2022) - Emmanuel Cascione (2022 - 2023) - Luigi Consonni (2023) - Manolo Manoni (2023) - Luigi Consonni (2023 -) |

### Joueurs emblématiques
| - Andrea Barzagli - Francesco Baiano - Cristiano Doni - Giuseppe Dossena | - Francesco Guidolin - Marcello Lippi - Enzo Riccomini - Francesco Valiani - Gabriele Ferrarini |

## Identité du club

### Changements de nom
- 1921-1937 : Unione Sportiva Pistoiese
- 1937-1945 : Associazione Calcio Pistoia
- 1945-1988 : Unione Sportiva Pistoiese
- 1988-1989 : Associazione Calcio Nuova Pistoiese 1988
- 1989-2009 : Associazione Calcio Pistoiese
- 2009-2024 : Unione Sportiva Pistoiese Calcio 1921
- 2024-0000 : Pistoiese Football Club

### Logo

Milieu des années 1990-2009